# Intendente de la región de La Araucanía
El intendente de la región de La Araucanía fue la autoridad designada por el presidente de la República para ejercer el gobierno de la región de la Araucanía (Chile), como su representante natural e inmediato en dicho territorio. Además participaba en la administración de la región, como órgano que integraba el Gobierno Regional de la Araucanía.

## Historia
Se podría considerar como antecesoras del cargo de intendente regional de  del Intendente de la Provincia de Cautín y del Intendente de la Provincia de Malleco. Durante el proceso de regionalización iniciado en 1975, las antiguas provincias de Cautín y provincia de Malleco fueron fusionadas y transformadas en la actual Región de la Araucanía.
Una reforma constitucional del año 2017 dispuso la elección popular del órgano ejecutivo del gobierno regional, creando el cargo de gobernador regional y estableciendo una delegación presidencial regional, a cargo de un delegado presidencial regional, el cual representa al poder ejecutivo y supervisa las regiones en conjunto a los delegados presidenciales provinciales. Tras las primeras elecciones regionales en 2021, y desde que asumieron sus funciones los gobernadores regionales y delegados presidenciales regionales, el 14 de julio de 2021, el cargo de intendente desapareció en dicha fecha mencionada, siendo Víctor Manoli su último titular.

## Intendentes de la Región de La Araucanía (1984-2021)
| Retrato | Intendente/a                     | Partido | Partido | Período                                           | Presidente/a | Presidente/a            |
| ------- | -------------------------------- | ------- | ------- | ------------------------------------------------- | ------------ | ----------------------- |
|         | Miguel Espinoza Guzmán           |         | Militar | febrero de 1984 - diciembre de 1986               |              | Augusto Pinochet        |
|         | Alejandro González Samohod       |         | Militar | enero de 1988 - diciembre de 1989                 |              | Augusto Pinochet        |
|         | Joaquín Fernando Chuecas Muñoz   |         | PDC     | 11 de marzo de 1990 - 11 de marzo de 1994         |              | Patricio Aylwin         |
|         | Óscar Eltit Spielmann            |         | PPD     | 11 de marzo de 1994 - 11 de marzo de 2000         |              | Eduardo Frei Ruíz-Tagle |
|         | Berta Belmar Ruiz                |         | PPD     | 11 de marzo de 2000 - 27 de diciembre de 2001     |              | Ricardo Lagos           |
|         | Ramiro Pizarro Ruedi             |         | PPD     | 27 de diciembre de 2001 - 7 de abril de 2003      |              | Ricardo Lagos           |
|         | Ricardo Celis Araya              |         | PPD     | 7 de abril de 2003 - 11 de marzo de 2006          |              | Ricardo Lagos           |
|         | Eduardo Klein Koch               |         | PPD     | 11 de marzo de 2006 - 22 de enero de 2007         |              | Michelle Bachelet       |
|         | Óscar Eltit Spielmann            |         | PPD     | 22 de enero de 2007 - 4 de enero de 2008          |              | Michelle Bachelet       |
|         | Nora Barrientos Cárdenas         |         | PS      | 4 de enero de 2008 - 11 de marzo de 2010          |              | Michelle Bachelet       |
|         | Andrés Molina Magofke            |         | Ind.    | 11 de marzo de 2010 - 11 de marzo de 2014         |              | Sebastián Piñera        |
|         | Francisco Huenchumilla Jaramillo |         | PDC     | 11 de marzo de 2014 - 25 de agosto de 2015        |              | Michelle Bachelet       |
|         | Andrés Jouannet Valderrama       |         | PDC     | 25 de agosto de 2015 - 11 de noviembre de 2016    |              | Michelle Bachelet       |
|         | Miguel Hernández Saffirio        |         | PDC     | 14 de diciembre de 2016 - 21 de julio de 2017     |              | Michelle Bachelet       |
|         | Nora Barrientos Cárdenas         |         | PS      | 21 de julio de 2017 - 11 de marzo de 2018         |              | Michelle Bachelet       |
|         | Luis Mayol Bouchon               |         | RN      | 11 de marzo de 2018 - 20 de noviembre de 2018     |              | Sebastián Piñera        |
|         | Jorge Atton Palma                |         | Ind.    | 21 de noviembre de 2018 - 17 de diciembre de 2019 |              | Sebastián Piñera        |
|         | Víctor Manoli Nazal              |         | RN      | 18 de diciembre de 2019 - 14 de julio de 2021     |              | Sebastián Piñera        |